# Jacques de Baerze
Jacques de Baerze (fl. vor 1384 – nach 1399) war ein flämischer Holzbildhauer.

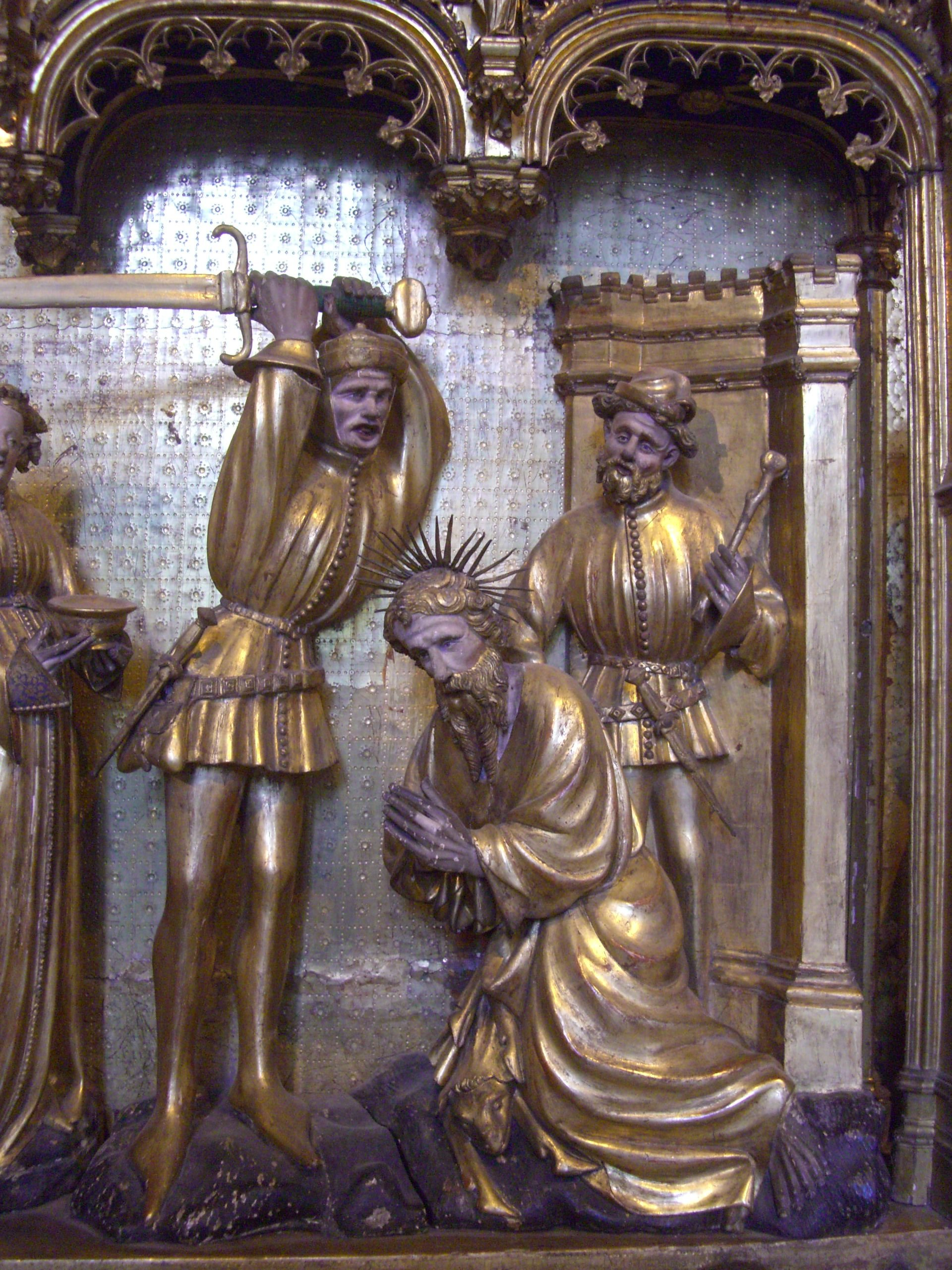
Enthauptung Johannes’ des Täufers, Detail aus dem Schrein des Heiligen-und-Märtyrer-Retabels

## Leben und Wirken
De Baerze stammte wahrscheinlich aus Gent und lebte im etwa dreißig Kilometer entfernten Dendermonde, das über eine gute Zuwegung nach Antwerpen und Brüssel verfügte.
1384 muss de Baerze bereits ein etablierter Meister gewesen sein, wie zwei von Ludwig II. von Flandern, Herzog von Burgund, in Auftrag gegebene Schnitzaltäre nahelegen, die archivalisch dokumentiert, aber materiell nicht überliefert sind. Diese waren für die Kapelle von Schloss Dendermonde und das Hospital der Zisterzienserinnenabtei Bijloke, etwas außerhalb von Gent, bestimmt.
Vielleicht waren es diese Auftragsarbeiten, die Philipp dem Kühnen, Herzog von Burgund und Ludwigs Schwiegersohn und nachfolgender Graf von Flandern, auffielen. Philipp hatte 1385 gemeinsam mit seiner Frau Margarete die Kartause Champmol bei Dijon, der Hauptstadt des Herzogtums Burgund, gegründet und als dynastische Grablege des Hauses Burgund-Valois bestimmt. Im Jahr 1390 bestellte der Herzog zwei Arbeiten bei Jacques de Baerze: den Altar der Heiligen und Märtyrer für den Kapitelsaal der Kartause und das größere Kreuzigungsretabel für den Altar des Jean de Berry hinter dem Hochaltar der Kirche. Beide Retabel wurden im Inneren von de Baerze mit reichen Schnitzereien versehen, während die Flügelaußenseiten vom burgundischen Hofmaler (valet de chambre) Melchior Broederlam ausgeführt wurden.
Die Retabelkisten wurden dafür im August 1391 von Dijon nach Dendermonde transportiert und von de Baerze mit Skulpturen ausgestattet, bevor sie für die Vergoldung und Bemalung nach Ypern in die Werkstatt von Broederlam gingen. Nach der Rückkehr nach Champmol wurden sie durch ein Komitee, dem unter anderem Claus Sluter angehörte, begutachtet und Ende 1399 aufgestellt.
Jacques de Baerze ist danach nicht mehr quellenkundlich greifbar.
Die Retabel gelangten mit den übrigen erhaltenen Ausstattungsstücken der Kartause nach der Französischen Revolution in das Musée des Beaux-Arts in Dijon.

## Stil
Es handelt sich bei den Schnitzaltären Jacques de Baerzes vermutlich um die ältesten, vollständig erhaltenen Exemplaren aus den nördlichen und südlichen Niederlanden, da Vorläufer, Zeitgenossen und Nachfolger großteilig den Bilderstürmen der Neuzeit zum Opfer fielen. Aufgrund mangelnder Vergleiche ist der Stil Jacques de Baerzes, abseits einer Zuschreibung an den zeittypischen Weichen Stil, schwer herzuleiten.

## Galerie
Kreuzigungsretabel aus Champmol 

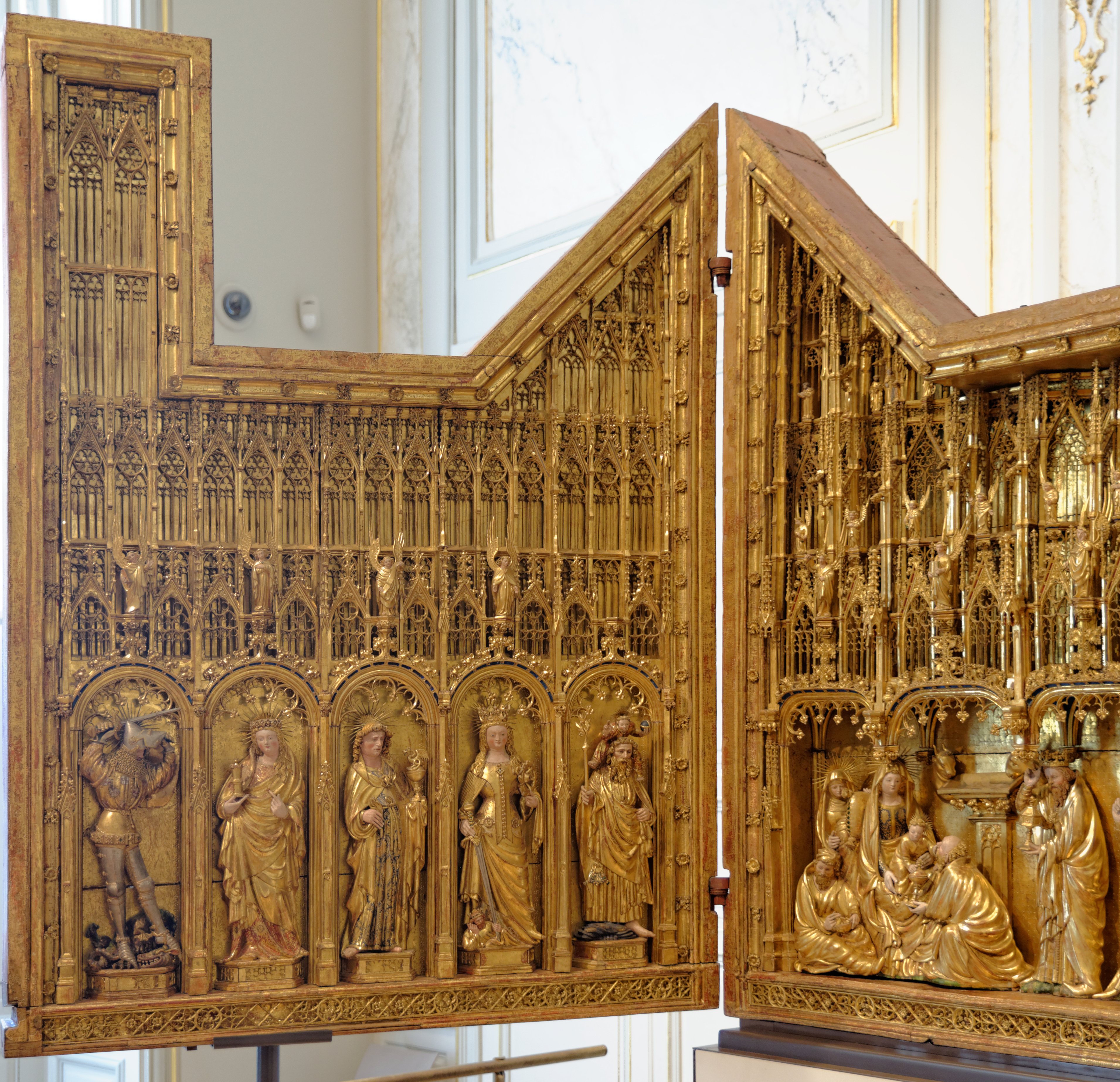
Linker Flügel
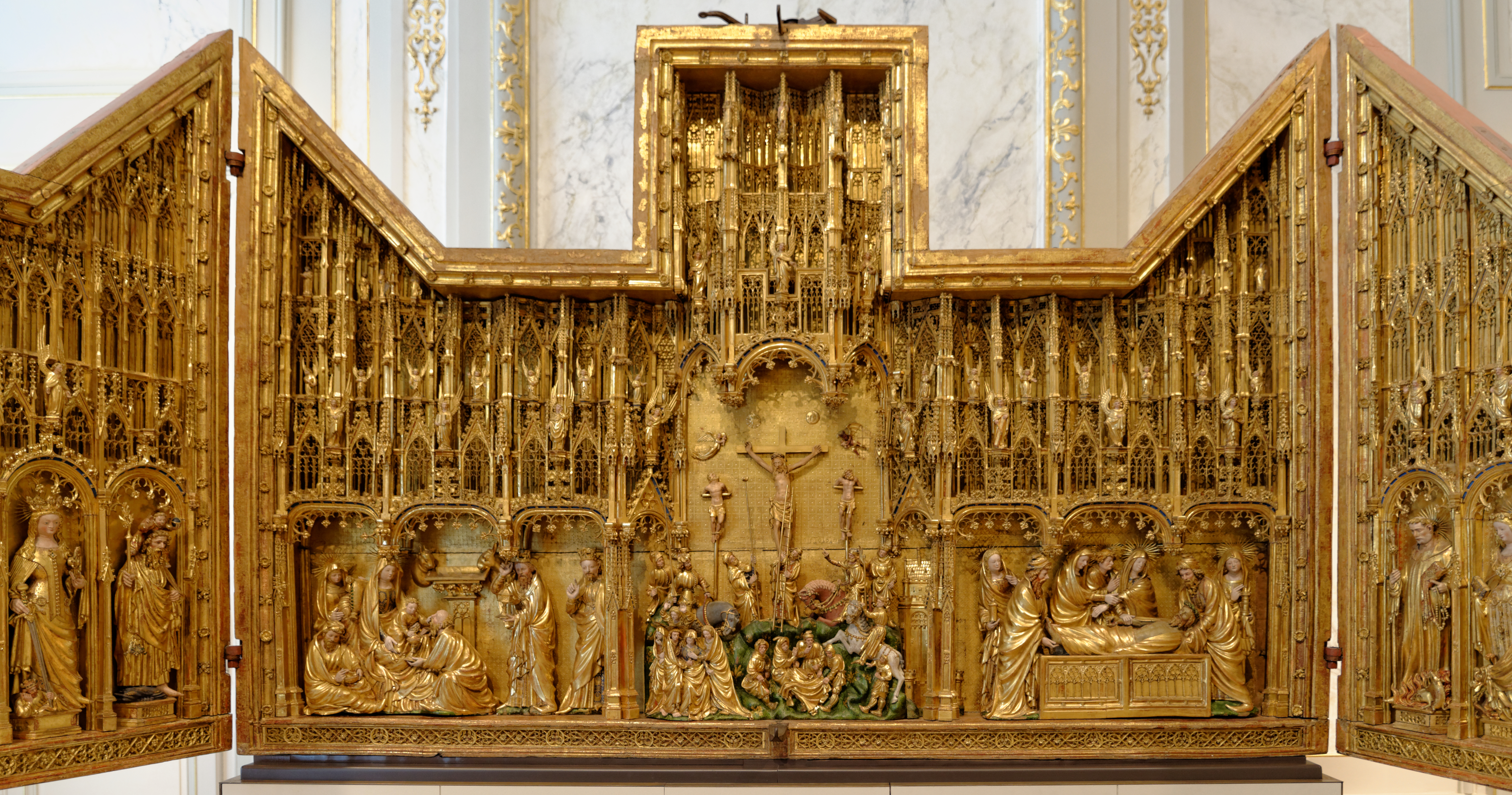
Schrein
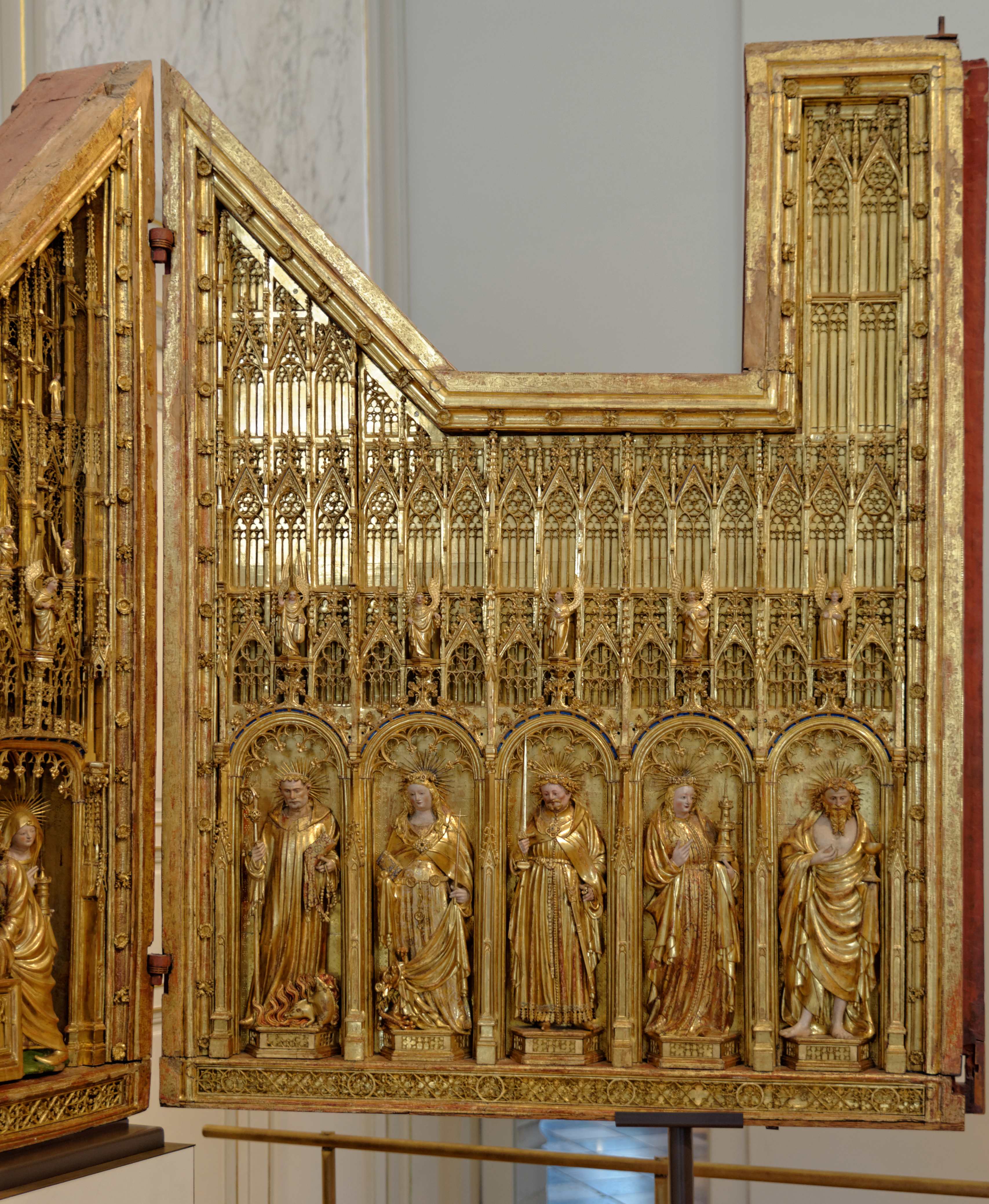
Rechter Flügel
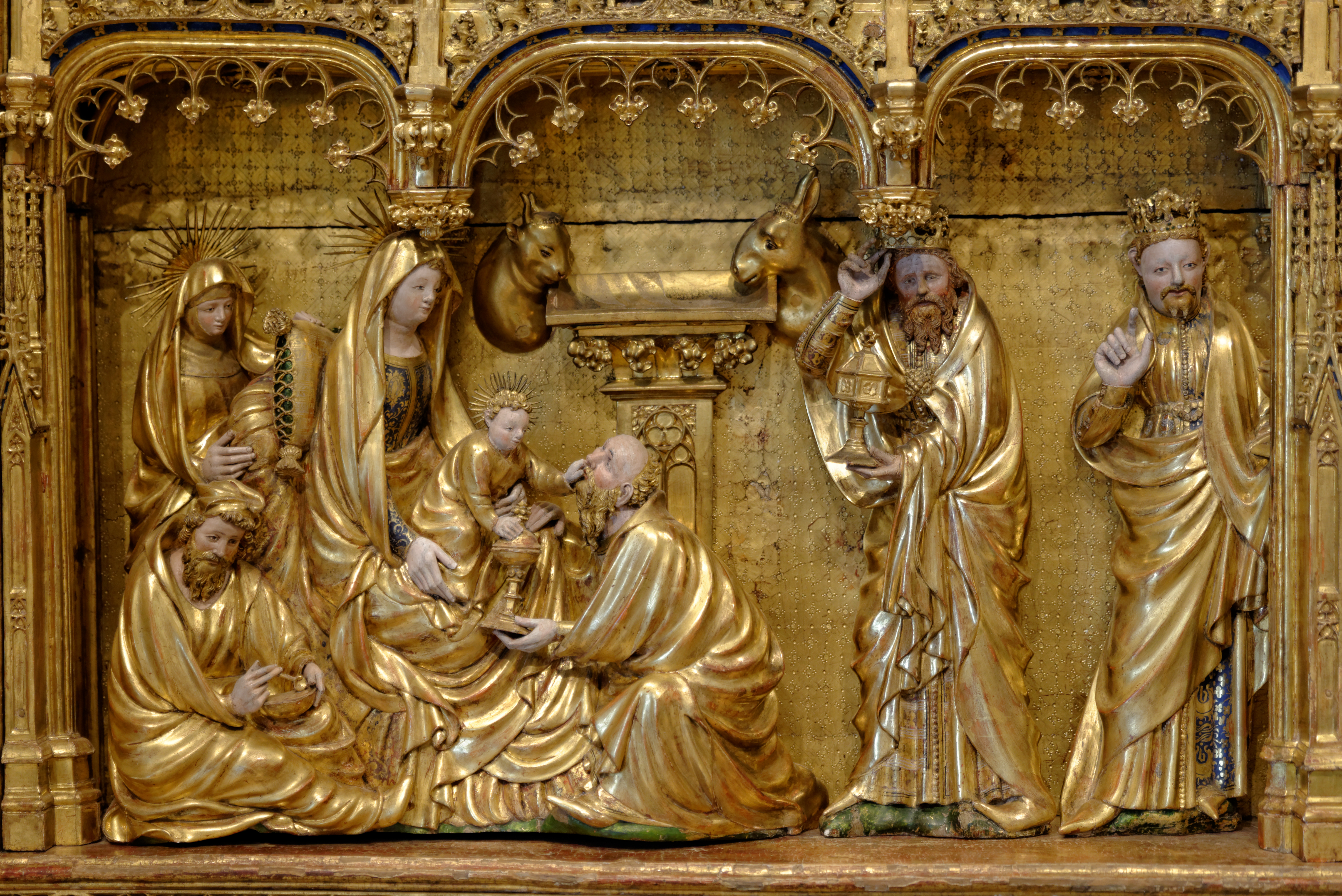
Anbetung der Könige.
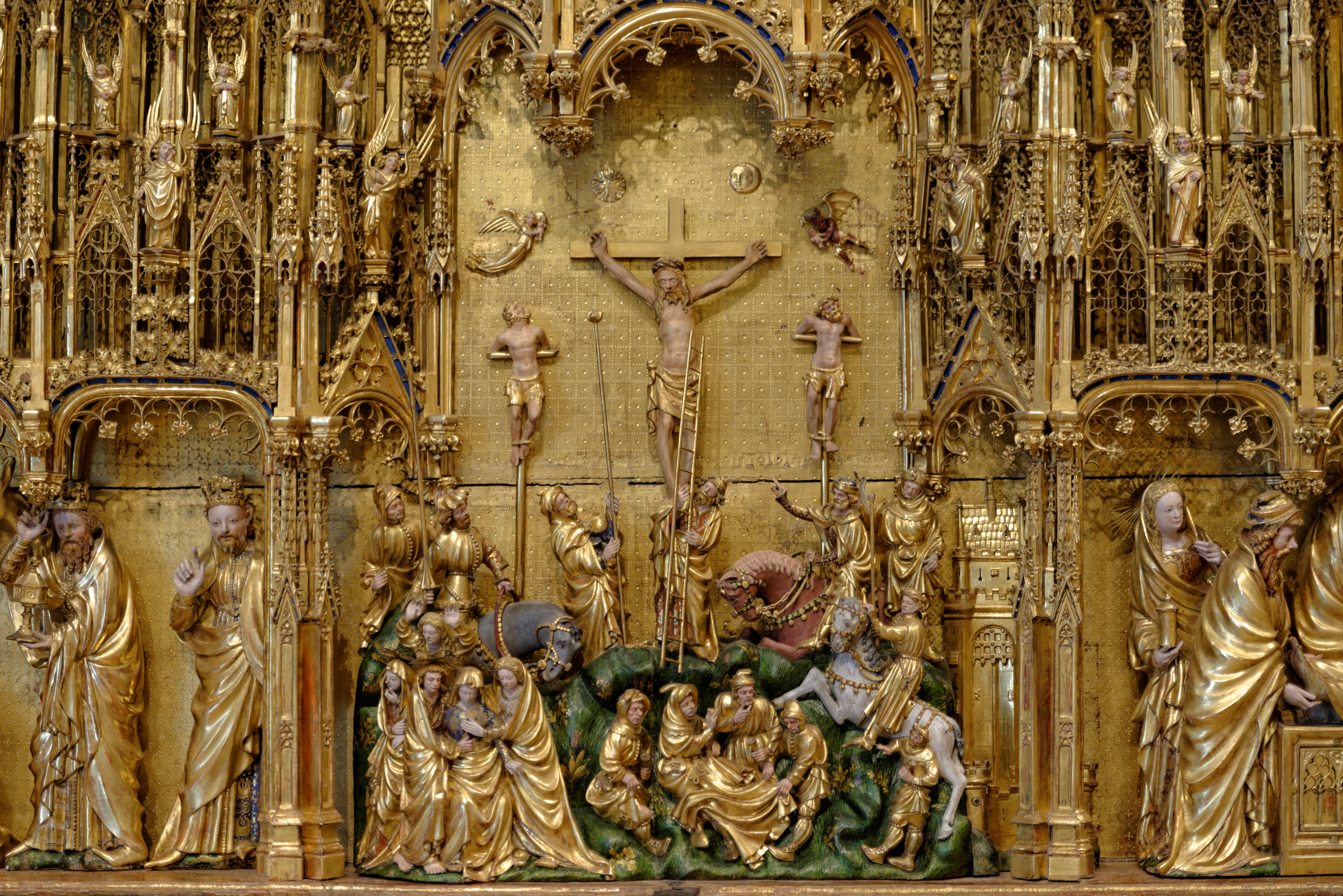
Kreuzigung
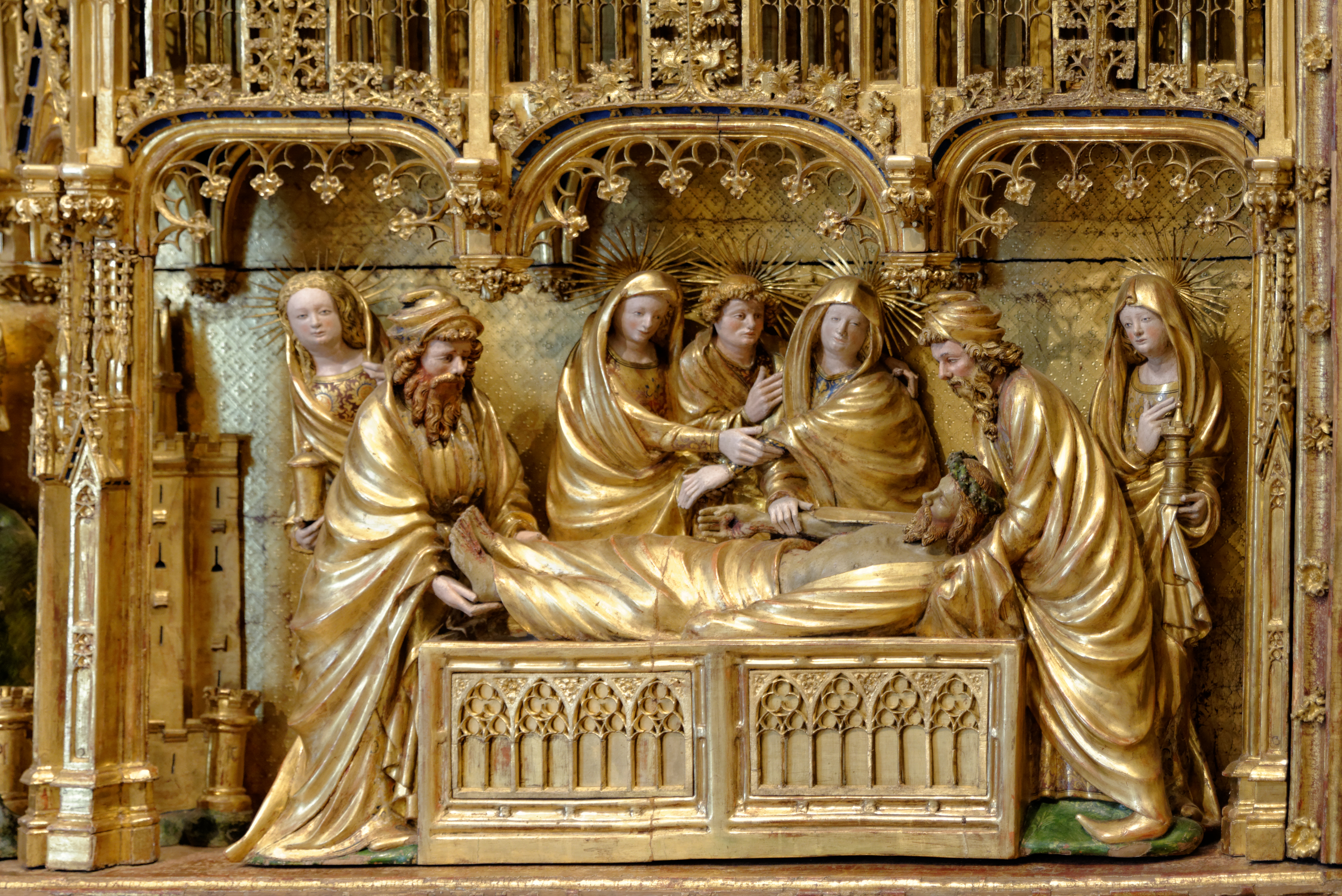
Grablegung Christi

## Werk

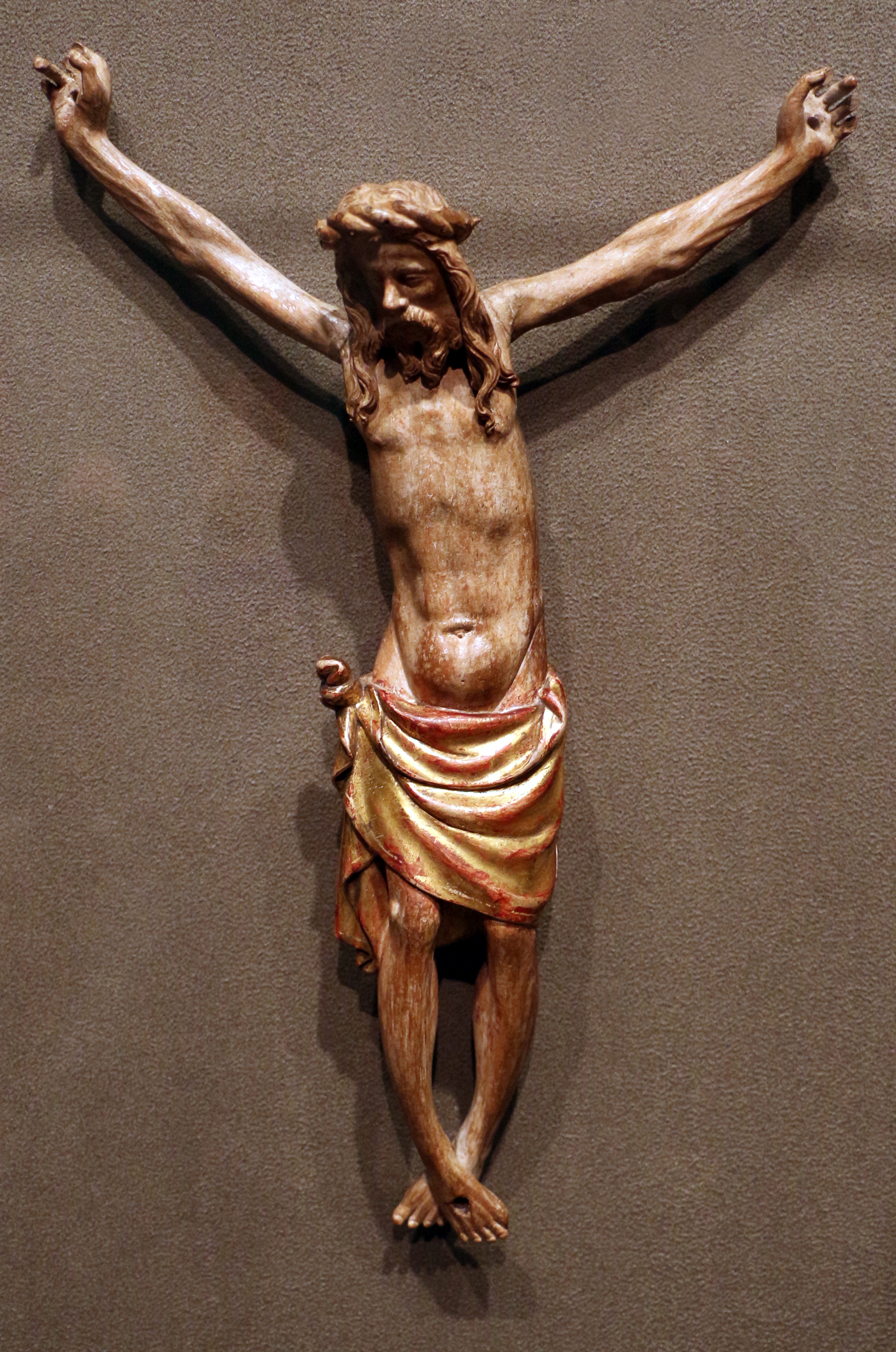
Altarkreuz

- mit Melchior Broederlam: Altarkreuz für den Altar des Duc de Berry in der Kartause Champmol, um 1391–99 (28 cm hoch, Walnuss mit Resten originaler Vergoldung; Art Institute of Chicago, Inv. Nr. 1944.1370)[4][5]
- mit Melchior Broederlam: Kreuzigungsretabel für den Altar des Duc de Berry der Kartause Champmol, um 1391–99 (167 × 252 cm im geöffneten Zustand, Eiche und Linde mit Resten originaler Vergoldung; Dijon, Musée des Beaux-Arts)
- Retabel der Heiligen und Märtyrer für den Altar im Kapitelsaal der Kartause Champmol, um 1390/95 (159 × 252 cm im geöffneten Zustand, Eiche; Dijon, Musée des Beaux-Arts)
- Heiliger Georg, Ende 14. Jahrhundert (Walnuss; Zagreb, Mimara-Museum)[6]